# CK Watch
cK watch (Си Кей Вотч) — марка часов.
Марка основана в 1997 году домом моды Calvin Klein и производителем часов Swatch Group.. Относится к основному сегменту Swatch Group, в который входят марки Tissot, Certina и cK. Бренд ориентируется на потребителей, для которых часы - элемент модного аксессуара и входит в топ рейтингов наручных часов в разделе FASHION,,. 
Первая коллекция была создана Арлетт Эмш, президентом компании cK Watches & Jewelry Co. Ltd. за 9 месяцев работы. Она объединила узнаваемый минималистский дизайн cK, знак «Swiss made» и точность хода кварцевых механизмов ETA.
В 2004 г. компания преобразовалась в ck Watch&Jewelry Co.Ltd с одновременным выпуском первой коллекции ювелирных украшений от Calvin Klein, в которой использовались не только традиционные материалы для ювелирных изделий, но и кожа.
В апреле 2013 на международной выставке-ярмарке BaselWorld компания ck Watch & Jewelry Co. Ltd объявила о программе глобального ребрендинга, после чего стала выпускать продукцию под названием Calvin Klein Watches & Jewelry. 
Сегодня коллекция ежегодно обновляется, в ней всегда присутствуют три направления: дизайнерская модель, дамская модель и мужская модель.